# مابل ويلر دانيلز
مابل ويلر دانيلز (بالإنجليزية: Mabel Wheeler Daniels)‏ هي ملحنة أمريكية، ولدت في 27 نوفمبر 1878 في Swampscott, Massachusetts ‏ في الولايات المتحدة، وتوفيت في 10 مارس 1971 في كامبريدج في الولايات المتحدة.

## وصلات خارجية
- مابل ويلر دانيلز على موقع ميوزك برينز (الإنجليزية)
- مابل ويلر دانيلز على موقع قاعدة بيانات برودواي على الإنترنت (الإنجليزية)